# Mos (ort)
Mos är en ort i Spanien.   Den ligger i provinsen Provincia de Lugo och regionen Galicien, i den nordvästra delen av landet, 400 km nordväst om huvudstaden Madrid. Mos ligger 400 meter över havet och antalet invånare är 14 650.
Terrängen runt Mos är platt. Runt Mos är det ganska glesbefolkat, med 31 invånare per kvadratkilometer. Närmaste större samhälle är Lugo, 16,3 km söder om Mos. Omgivningarna runt Mos är en mosaik av jordbruksmark och naturlig växtlighet.